# Yevgeniy Landis
Evgenii Mikhailovich Landis (em russo:  Евге́ний Миха́йлович Ла́ндис, Yevgeny Mikhaylovich Landis; 6 de outubro de 1921 – 12 de dezembro de 1997) foi um matemático russo, de origem judaica, que dedicou suas pesquisas às equações diferenciais parciais. Estudou na Universidade Estatal de Moscou, sob orientação de Alexander Kronrod e depois de Ivan Petrovsky. 

## Ligações Externas
- Yevgeniy Landis (em inglês) no Mathematics Genealogy Project
- Biography of Y.M. Landis at the International Centre for Mathematical Sciences.